# 兩個拳頭打人
兩個拳頭打人是1950年代末中蘇交惡至1960年代末期間中華人民共和國的外交政策，即同時對抗美國和蘇聯，類似的宣傳口號為「既反帝又反修」。中華人民共和國也因此成为當時世界上极少数同时與两个超级大国对抗的國家。
1970年代初，中華人民共和國為了聯合美國對抗蘇聯，開始將兩個拳頭打人政策轉變為一条线、一大片。
兩個拳頭打人這一稱呼最初來自於第一次國共內戰期間的1933年，當時共產國際軍事總顧問向紅一方面軍傳達指示，要求其分為兩部份作戰，這一指示因而被稱為「兩個拳頭打人」。